# Wieseria clavata
Wieseria clavata är en rundmaskart. Wieseria clavata ingår i släktet Wieseria, och familjen Oxystominidae. Arten är reproducerande i Sverige.